# Junkers Ju 87
Junkers Ju 87 còn gọi là Stuka (từ tiếng Đức Sturzkampfflugzeug, "máy bay ném bom bổ nhào") là máy bay ném bom bổ nhào , máy bay cường kích mặt đất hai người (một phi công và một xạ thủ súng máy phòng vệ ngồi phía sau) của lực lượng không quân Đức Quốc xã thời Chiến tranh thế giới thứ hai, do Hermann Pohlmann thiết kế. Stuka bay lần đầu năm 1935 và bắt đầu tham chiến năm 1936 khi phi đoàn Condor của không quân Đức tham gia cuộc Nội chiến Tây Ban Nha.
Stuka rất dễ nhận biết vì các đặc điểm như cánh vểnh ngược lên, hai càng đáp lớn gắn cố định để lộ phía dưới. Đặc biệt nhất là khi Stuka bổ nhào xuống ném bom, hai chiếc còi hụ được gắn ngay trên phần càng đáp tạo ra tiếng hú inh ỏi gây hoảng loạn cho binh lính và dân cư dưới đất - được xem là biểu tượng của sức mạnh Luftwaffe thời bấy giờ, và nổi tiếng trong những đợt oanh tạc trong chiến thuật Blitzkrieg năm 1939 - 1940. Ngoài ra Stuka còn có bộ phận phanh gió tự động có thể tự động đóng lại giúp máy bay lượn ngược lên cao lỡ khi phi công bị ngất khi nhào xuống quá nhanh.
Mặc dầu cứng cáp, oach tạc mục tiêu chính xác và rất hữu ích cho chiến thuật, Stuka có điểm yếu là bay chậm, khó điều khiển và thiếu khả năng tự vệ. Do đó trong Không chiến tại Anh Quốc các phi đội Stuka thường cần nhiều chiến đấu cơ hộ tống. Stuka được sử dụng nhiều tại các mặt trận khác như chiến trận Balkan, Địa Trung Hải và giai đoạn đầu tại mặt trận Xô-Đức.
Trong giai đoạn sau của thế chiến, khi Luftwaffe mất thế chủ động trên không, máy bay hộ tống không đủ khả năng bảo vệ, Stuka là mục tiêu dễ dàng cho máy bay tiêm kích Đồng Minh bắn hạ trong các cuộc truy đuổi. Tuy mất uy thế, Stuka tiếp tục được sản xuất cho đến năm 1944 vì Đức Quốc xã không còn cơ hội chế tạo ra loại máy bay nào khá hơn để kịp thời thay thế. Chiếc Focke-Wulf Fw 190 thay thế Stuka trong các cuộc công kích sau cùng của cuộc chiến.
Tổng cộng có 5.752 chiếc Ju 87 đủ kiểu được sản xuất trong các năm 1936 - 1944. Phi công Hans-Ulrich Rudel là một trong những tay lái Stuka nổi tiếng trong Chiến tranh thế giới thứ hai. Anh là phi công duy nhất giành được Huân chương Chữ thập Hiệp sĩ với Lá cây sồi Vàng, Gươm và Kim Cương (Ritterkreuz mit Goldenem Eichenlaub, Schwertern und Brillanten) vào ngày 29 tháng 12 năm 1944.

## Lịch sử
Chiếc Junkers 87 Stuka (Sturtz [dive – bổ nhào] kampf [bomber – ném bom] flugzeug [máy bay]) là đứa con tinh thần của Ernst Udet. Khi ông trở thành Tổng Thanh tra của lực lượng Luftwaffe, nhờ uy tín lúc bấy giờ của ông bạn Hermann Göring, ông đã lên tiếng kêu gọi việc nghiên cứu và chế tạo loại máy bay "ném bom bổ nhào (dive-bomber)".
Ngày ấy, lý thuyết ném bom bổ nhào từng bị phê phán nặng nề. Ví dụ như Wolfram von Richthofen, giám đốc của Văn phòng Kỹ thuật của Bộ Hàng Không Đức Quốc xã đã kịch liệt phản đối với lý do rằng bất cứ máy bay nào bổ nhào xuống dưới tầm 2.000m sẽ dễ dàng bị bắn rơi bởi hỏa lực phòng không.
Phi đội máy bay ném bổ nhào đầu tiên của Đức sử dụng chiếc Heinkel He 50, một chiếc máy bay hai tầng cánh phần nào theo ý tưởng của Curtiss Warhawks nhưng thiết kế chủ yếu theo chuẩn của Nhật Bản. Sau đó những chiếc Henschel Hs 123 cũng cánh đôi đã thay thế He 50. Những chiếc Hs 123 tưởng như tạm thời này vậy mà cũng đã tham gia chiến trận gần như toàn bộ Chiến tranh thế giới thứ hai.
Cũng giống như chiếc Messerschmitt Bf 109, mẫu Stuka làm toàn bằng kim loại và dùng động cơ Rolls-Royce Kestrel vì lý do nhà máy sản xuất động cơ Junkers bị chậm trễ. Chiếc Stuka đã ra đời với khả năng đâm bổ ném bom ở góc 90⁰ thẳng đứng, với cửa sổ trong suốt dưới sàn buồng lái cho phép xem toàn cảnh của mục tiêu và cửa sổ bên trái của phi công được vẽ sọc đánh số 60⁰, 75⁰, 80⁰ nhằm tạo thuận tiện cho việc tinh chỉnh góc bổ nhào và nhẩm tính cho cú thả bom chính xác.
Sau tai nạn thảm khốc tháng 8 năm 1939 khi hầu hết những phi công mới vào nghề của Không đoàn Stuka (Stuka Geschwader) 76 dưới sự chỉ huy của đại úy Walther Siegel đâm đầu xuống đất trong đợt tập huấn tại Neuhammer (Đức) vì lý do tính toán sai góc của áng mây dùng làn chuẩn, chiếc Stuka được nâng cấp và gắn kèm nhiều bộ phận tự động rất sáng tạo như bộ đo góc bổ nhào tự động, bộ kéo cần lái tự động giúp máy bay vút ngược lên cao ngay cả khi phi công đang bị ngộp sau cú bổ nhào. Nó còn có kèm theo bộ còi hụ bằng gió chói tai khi bổ nhào nhằm làm kinh hoàng đối phương. 

1943

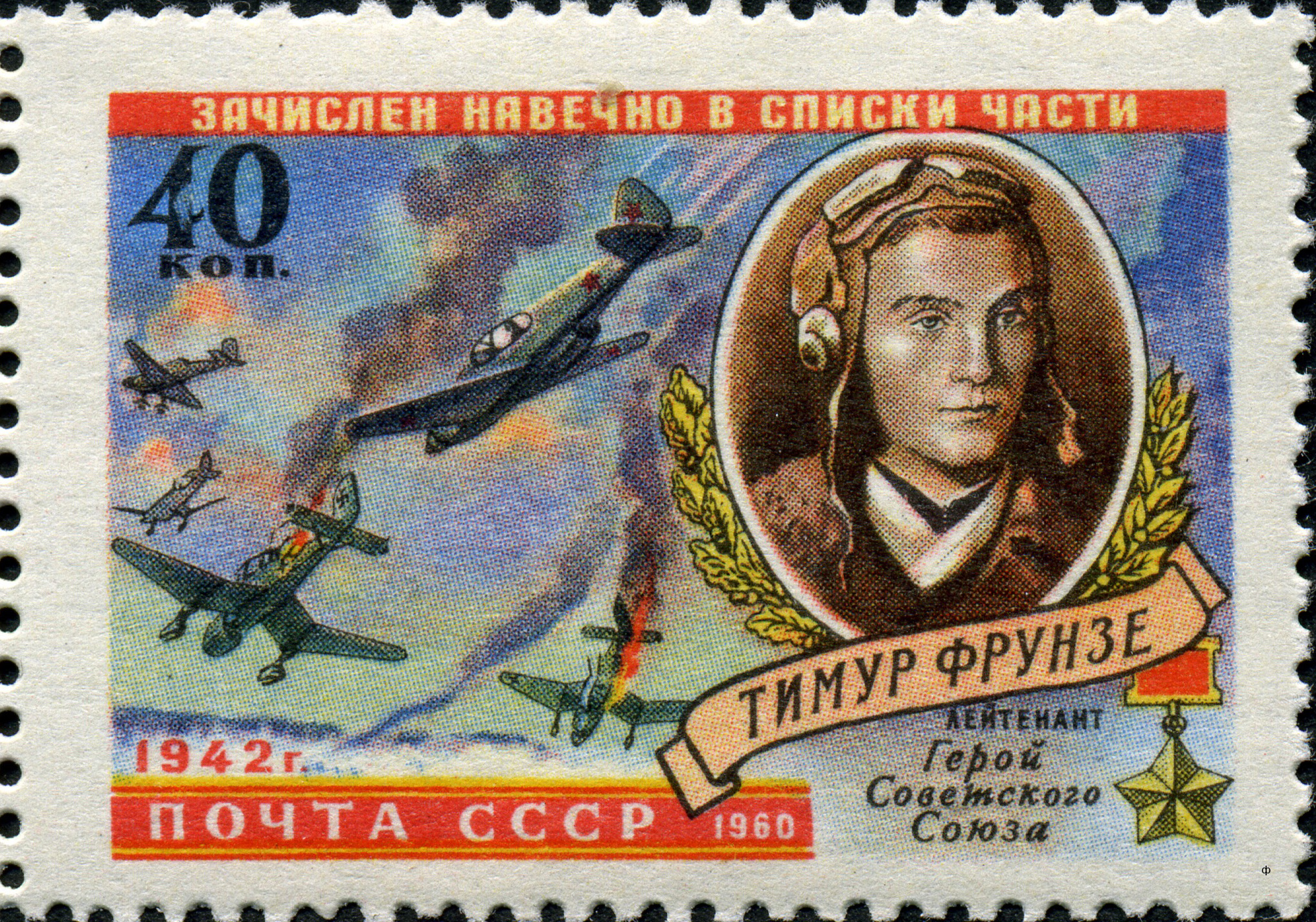
1941

Chiếc Stuka trông rất cứng rắn, thậm chí trông hơi xấu xí với càng bánh dưới bụng máy bay được thiết kế gắn chết vào thân mà không thu vào được. Nó thực hiện cú bổ nhào ném bom rất chính xác và nói chung là rất hiệu quả trong những nhiệm vụ diệt xe tăng, tàu chiến hay đơn giản chỉ để … dọa đối phương bằng tiếng còi hụ. Nhưng những chiếc Stuka ban đầu lại khá chậm chạp, không thể vòng lượn gì mấy, vũ khí chỉ có 2 súng máy 7,92 mm và dễ dàng bị bắn hạ bởi máy bay chiến đấu của đối phương. Sau Trận không chiến tại nước Anh, Luftwaffe chợt nhận ra rằng phải dùng máy bay chiến đấu làm chủ bầu trời trước khi để Stuka vào cuộc tấn công mặt đất thì mới hiệu quả và sau đó Stuka tiếp tục được dùng ở châu Âu, nhưng chủ yếu phía Nam cuộc chiến nơi mà quân Đồng Minh có ít máy bay, cụ thể là những thiệt hại đáng kể mà nó mang đến trong trận chiến tại Crete và Malta, mặc dù nó cũng bị bắn hạ bởi những máy bay chiến đấu đời mới của Liên Xô tại mặt trận Xô-Đức.
Những chiếc Ju 87B-1 sử dụng đội bay 2 người (phi công, xạ thủ ngồi sau). Với động cơ Junkers Jumo 211Da, nó bay với tốc độ tối đa 385 km/h, cao độ tối đa 8.000m và bay trong khoảng cách 600 km. Chiếc Ju 87B-1 có 3 súng máy 7.92mm và 1 quả bom loại 500 kg hay 4 quả bom mỗi quả 50 kg.
Từ năm 1942, chiếc Ju 87G-1 ra đời và được dùng chủ yếu để diệt xe tăng. Nó sử dụng động cơ Junkers Jumo 211J (1.400 hp), bay với tốc độ 314 km/h, cao độ 8.000m nhưng khoảng cách bay khá giới hạn ở 320 km. Lý do cho việc giảm tốc độ và khoảng cách bay là do hệ thống vỏ bằng thép gắn kèm theo để bảo vệ phi công và xạ thủ ngồi sau khi bay thấp trong những nhiệm vụ diệt xe tăng. Nó được trang bị 2 đại bác 37mm và 1 súng máy 7.92mm dành cho xạ thủ ngồi sau.
Tổng cộng có khoảng 5.700 chiếc Stuka đã được sản xuất trước khi ngừng lại vào năm 1944.

## Thông số kỹ thuật

Junkers Ju 87B-2

|                        |                   |                    |                               |                               |
|                        | Ju 87A            | Ju 87B             | Ju 87D                        | Ju 87G                        |
|                        |                   |                    |                               |                               |
| Sản xuất               | 1936-1938         | 1938-1941          | 1941-1944                     | refitted Ju 87D               |
| Vai trò                | cường kích        | cường kích         | cường kích                    | diệt tăng                     |
| Chiều dài              | 10.8 m            | 11.1 m             | 11.1 m                        | 11.1 m                        |
| Sải cánh               | 13.8 m            | 13.8 m             | 13.8 m                        | 13.8 m                        |
| Chiều cao              | 3.9 m             | 3.9 m              | 3.9 m                         | 3.9 m                         |
| Diện tích cánh         | 31.90 m²          | 31.90 m²           | 31.90 m²                      | 31.90 m²                      |
| Trọng lượng không tải  | 2273 kg           | 2760 kg            | 2810 kg                       | 3600 kg                       |
| Trọng lượng tối đa     | 3324 kg           | 4400 kg            | 5720 kg                       | 5100 kg                       |
|                        |                   |                    |                               |                               |
| Động cơ                | Junkers Jumo 210D | Junkers Jumo 211Da | Junkers Jumo 211J             | Junkers Jumo 211J             |
| Công suất động cơ      | 720 hp            | 1200 hp            | 1410 hp                       | 1410 hp                       |
| Công suất động cơ      | 530 kW            | 883 kW             | 1037 kW                       | 1037 kW                       |
| Tốc độ tối đa          | 310 km/h          | 383 km/h           | 408 km/h                      | 375 km/h                      |
| Tốc độ ném bom         | 550 km/h          | 600 km/h           | 600 km/h                      |                               |
| Tầm bay có tải bom     | 800 km            | 600 km             | 1165 km                       | 1000 km                       |
|                        |                   |                    |                               |                               |
| Trần bay               | 9430 m            | 8100 m             | 9000 m                        | 7500 m                        |
| Lên độ cao 3000 m      |                   | 8.8 phút           | 14 phút                       | 13.6 phút                     |
| Súng bắn ra phía trước | 1×7.92 mm MG 17   | 2×7.92 mm MG 17    | 2×7.92 mm MG 17               | 2×7.92 mm MG 17 2×37 mm BK 37 |
| Súng bắn ra phía sau   | 1×7.92 mm MG 15   | 1×7.92 mm MG 15    | 1×7.92 mm MG 81Z (twin MG 81) | 1×7.92 mm MG 81Z (twin MG 81) |
| Tải bom tối đa         | 250 kg            | 500 kg             | 1800 kg                       | không                         |
| Tải bom thông thường   | 1×250 kg          | 1×250 kg + 4×50 kg | 1×500/1000 kg + 4×50 kg       | không                         |